# The Cure
The Cure ist eine britische Pop-/Rock-/Wave-/Gothic-Band, die 1976 im südenglischen Crawley als Malice gegründet wurde. Nach dem Ausstieg einiger Mitglieder benannte sich die Band 1977 zunächst in Easy Cure und 1978 schließlich in The Cure um. Seit diesem Zeitpunkt fungiert Robert Smith, der mit seinen toupierten Haaren und seinem geschminkten Gesicht zur Identifikationsfigur der Gruppe wurde, als Bandleader, Komponist und Sänger. Er ist außerdem das einzig dauerhafte Mitglied.
Die Band gilt als wegweisend für das Genre des Gothic Rock, hat sich aber derartigen Einordnungen immer widersetzt.

## Bandgeschichte

### Gründung und frühe Jahre
1976 gründete Robert Smith im Alter von 17 Jahren zusammen mit seinen Klassenkameraden Michael Dempsey (Bass), Lol Tolhurst (Schlagzeug) und Porl Thompson (Gitarre) von der St. Wilfrid's Catholic Comprehensive School in Crawley, West Sussex, die Band Malice, bei der er anfänglich nur Gitarre spielte. Im Jahr 1977 spielte die Band als Easy Cure bei der Plattenfirma Hansa Records vor und erhielt einen Vertrag zur Aufnahme einer Single, die jedoch nie erschien. Im Jahr 1978 trennte sich Porl Thompson aufgrund künstlerischer Differenzen von der Band. Die Band benannte sich in The Cure um und unterschrieb einen Vertrag bei dem gerade gegründeten Label Fiction Records. Die erste Single, Killing an Arab, erschien im Dezember zunächst auf dem kleinen Indie-Label Small Wonder und wurde 1979 von Fiction Records neu aufgelegt. Auch wenn sich die Band aufgrund des Titels teils starken Anfeindungen ausgesetzt sah, hat das Stück keinerlei ausländerfeindlichen Bezug, sondern entstand nach der Lektüre von Der Fremde des existenzialistischen Autors Albert Camus. Die Single (B-Seite: 10:15 Saturday Night) wurde von der Musikzeitschrift New Musical Express (NME) zur Single der Woche erhoben und machte den BBC-DJ John Peel auf die Band aufmerksam.
1979 veröffentlichten The Cure ihr erstes Album Three Imaginary Boys, welches stilistisch zwischen dem Punk der 1970er Jahre und dem New Wave der 1980er Jahre steht. Dieses Album erreichte nach der Veröffentlichung Platz 44 der englischen Charts und erntete gute Kritiken in den englischen Musikzeitschriften. Der Melody Maker betitelte seine Kritik mit der Überschrift The 80's start here. Die Band selbst war mit dem Album nicht zufrieden, da sie relativ wenig Kontrolle über die Zusammenstellung der Lieder und das Artwork hatte. So ist auf dem Album die Coverversion des Jimi-Hendrix-Stücks Foxy Lady zu finden, welches eigentlich nur als Soundcheck aufgenommen wurde. Auf Three Imaginary Boys folgten als Einzelveröffentlichungen die Singles Boys Don’t Cry und Jumping Someone Else's Train. Außerdem erschien die Single I’m a Cult Hero des Nebenprojektes Cult Hero mit Frank Bell als Sänger. Boys Don’t Cry war in den USA ein kleinerer Hit, sodass Anfang 1980 Fiction Records in den USA das Album Boys Don’t Cry herausbrachte, welches eine Wiederveröffentlichung von Three Imaginary Boys mit leicht veränderter Tracklist und anderem Artwork darstellt. So sind auf dem Album die zuvor erwähnten Singles zu finden, sowie World War, ein Lied, das Robert Smith später als terrible piece of rubbish bezeichnete. Der Song Object erschien – vielleicht weil „politisch unkorrekt“ – nicht auf der Tracklist.
Für das nächste Album hatte Robert Smith Pläne, die bei dem Bassisten Dempsey auf Widerstände stießen, woraufhin dieser zu den Associates wechselte, die beim selben Label und mit The Cure auf Tour waren. Dafür kamen Simon Gallup am Bass sowie Mathieu Hartley am Keyboard als neue Mitglieder in die Band. Anfang 1980 erschien das Album Seventeen Seconds. Es war erfolgreicher als Three Imaginary Boys und erreichte Platz 20 in den englischen Charts. Die Single A Forest stieg bis auf Platz 31 der Single-Charts und wurde später live immer wieder gegenüber der Studioversion ausgedehnt und mit Improvisationen angereichert. Live verwendete Sänger Smith inzwischen Lippenstift, was von nun an zu seinem Markenzeichen wurde. Außerdem half Smith bei der Band Siouxsie and the Banshees als Gitarrist aus.
1981 erschien das dritte Album Faith. Der Keyboarder Hartley hatte die Band inzwischen verlassen. Der Tod und der Glauben waren wiederkehrende Themen des Werks, nach Angaben von Smith waren es Todesfälle in seinem Umkreis, die zur depressiven Grundstimmung des Albums führten. Die Single Primary war ein poppiger, treibender Song über Unschuld und das Älterwerden. Seit dieser Zeit prägte ein sechssaitiger Fender-Bass (Fender VI, eine um eine Oktave tiefer gestimmte Gitarre) viele Stücke von The Cure. Die Kassettenversion von Faith enthielt auf der B-Seite den 23-minütigen Instrumental-Soundtrack Carnage Visors, welcher offiziell erst 2005 wiederveröffentlicht wurde.
1982 erschien das Gothic-Album Pornography. Die depressive Stimmung wurde besonders verdeutlicht durch die erste Zeile des ersten Lieds One Hundred Years: „It doesn’t matter if we all die“. Adam Sweeting, Journalist der Zeitschrift Melody Maker, umschrieb die Musik von Pornography seinerzeit mit den Worten „It’s downhill all the way into ever-darkening shadows...“. Der fortdauernde Drogenmissbrauch und das anstrengende Tour-Leben forderten schließlich ihren Tribut: Es kam zum Streit. Simon Gallup schied aus der Band aus und gründete die Gruppe Cry, aus der später Fools Dance hervorging. 1985 erschien unter diesem Namen eine gleichnamige EP, die sich stilistisch an den frühen The-Cure-Werken orientiert.

### Von 1983 bis 1987 – Die Hinwendung zum Pop
In dieser Zeit änderte sich der Sound von The Cure: Es erschienen Singles wie Let’s Go to Bed, The Walk und das jazzige The Lovecats, die alle zusammen auf dem Album Japanese Whispers veröffentlicht wurden. Diese Kompilation verkaufte sich überaus gut, alleine in Großbritannien über 60.000 mal. Mit Platz 181 der Billboardcharts konnten The Cure damit auch einen ersten Achtungserfolg in den USA erzielen. Smith wollte diese Singles ursprünglich nicht unter dem Namen The Cure veröffentlichen, da er der Meinung war, dass sie eigentlich nichts mit The Cure zu tun hätten: „es sind einfach nur Singles und kein Album“. Mit dem Video zu Let’s Go to Bed beginnt die langjährige Zusammenarbeit der Band mit dem Regisseur Tim Pope.
Während Smith sich seinem Projekt The Glove und Siouxsie and the Banshees widmete, produzierte das einzige neben ihm verbliebene The-Cure-Mitglied Lol Tolhurst die ersten beiden Singles und das Debütalbum der englischen Band And Also the Trees.
1984 folgte das Album The Top (Robert Smith: Gesang und Instrumente; Laurence Tolhurst: weitere Instrumente; Andy Anderson: Schlagzeug und Perkussion; Porl Thompson: Saxophon (auf Give Me It)). Phil Thornally spielte nicht, wie manchmal behauptet wird, den Bass auf The Top; er war während der Aufnahmen zu diesem Album als Toningenieur bei der Gruppe Duran Duran beschäftigt. The Top experimentierte mit einer Reihe von Stilmitteln wie arabisch beeinflussten Melodien, psychedelischen Klängen und Marsch-Rhythmen. Ebenfalls 1984 erschien das Live-Album The Cure – Live in Concert (mit Phil Thornally am Bass). Wie zuvor bei Faith ist die Kassettenversion erheblich länger als die LP oder CD und enthält unter dem Titel Curiosity zehn zusätzliche Demo- und Live-Aufnahmen, die erst nur hier veröffentlicht wurden und 2005 teilweise auf den so genannten Deluxe-Editions von Three Imaginary Boys, Seventeen Seconds, Faith und Pornography erschienen.
Wiederum änderte sich die Besetzung – heraus kam die Konstellation Smith, Porl Thompson (Gitarre), Gallup (wieder zurück am Bass), Boris Williams (Schlagzeug, vormals Mungo Jerry) und Tolhurst (Keyboards). 1985 veröffentlichten The Cure das Album The Head on the Door, von dem  die Singles Inbetween Days und Close to Me ausgekoppelt wurden. Im Anschluss an diese recht erfolgreichen Veröffentlichungen ging die Band mit der Beach Party Tour auch wieder auf Konzertreise durch Nordamerika und Europa. Den Abschluss bildete dabei im August 1986 ein Konzert im Theater von Orange in Südfrankreich. Der Film wurde im folgenden Jahr unter dem Namen „The Cure In Orange“ als Konzertfilm veröffentlicht.
Das darauf erschienene Album Standing on a Beach (CD-Titel: Staring at the Sea) beinhaltet alle bis dahin erschienenen Singles. Die um zwölf Stücke erweiterte Kassettenversion (The Unavailable B-Sides) enthält dieses Mal alle zugehörigen B-Seiten. Als zugehörige Singles wurden 1986 eine neu abgemischte Version von Boys Don’t Cry und zum zweiten Mal Charlotte Sometimes sowie Let’s Go to Bed veröffentlicht. Unter dem Namen Staring at the Sea erschien auch eine Video-Compilation der von 1978 bis 1986 erschienenen Singles. Diese erste wirkliche Best-Of-Veröffentlichung war international erfolgreich. So erreichte das Album Platz 48 der US-Charts und verkaufte sich in den USA bis heute über 2.000.000 mal. Auch in Australien, Frankreich und Deutschland verkauften sich die verschiedenen Ausgaben der Compilation hunderttausendfach.
1987 stieß der Keyboarder Roger O’Donnell zur Band, und The Cure veröffentlichten das Doppel-Album Kiss Me Kiss Me Kiss Me. Es beinhaltet unter anderem den gitarrenlastigen Opener The Kiss (Smith: „Einer der schrecklichen Songs, die ich für Pornography immer gesucht hatte.“), das balladeske How Beautiful You Are, das saxophon-getriebene Icing Sugar, das funkige Hot Hot Hot!!! und die Pop-Single Just Like Heaven.

### Von 1988 bis 1999 – Höhepunkt der Karriere und Konsolidierung
1988 heiratete Smith seine langjährige Freundin Mary Poole.
Im Jahr 1989 kam das Album Disintegration heraus. Das Album erreichte Platz 3 der britischen Album-Charts und stellt eine Rückbesinnung auf die Grundstimmung der frühen Alben Faith und Pornography dar. Die daraus ausgekoppelten Singles Pictures of You, Lullaby, Lovesong und das treibende Fascination Street erzielten ähnliche Erfolge. Lovesong, eigentlich als Hochzeitsgeschenk an Smiths Frau gedacht, wurde mit Platz 2 in den US-Singlecharts sogar ihr größter Hit in den USA. Später verließen jedoch sowohl Tolhurst als auch O’Donnell die Band. Dafür kam der langjährige Roadie Perry Bamonte ans Keyboard. Später erschien das zunächst limitierte und für karitative Zwecke gedachte Live-Album Entreat, aufgenommen in der Wembley-Arena. Es war auf der The Prayer-Tour zum Album Disintegration entstanden. Mit ausverkauften Stadionkonzerten vor zehntausenden Fans in den USA und Kanada, u. a. mit den Pixies als Vorgruppe, erreichte die Gruppe den bisherigen Höhepunkt ihrer Karriere. Jedoch soll Smith ernsthaft mit dem Gedanken gespielt haben, nach dieser Tournee nicht wieder live mit seiner Band aufzutreten.
1990 erschien Mixed Up, ein Doppel-Album mit Remixen diverser Cure-Singles und einer neuen Single, Never Enough. Außerdem trat die Band mit zwei Open-Air-Konzerten in Dresden und Leipzig als eine der ersten internationalen Bands nach dem Mauerfall in der DDR auf.
Ein Jahr später veröffentlichte die Band das Wish-Album. Unter dem Einfluss junger Noise-Bands wie Ride fiel es rockiger aus als Disintegration; das Spektrum reicht vom gitarrenlastigen Opener Open, über Pop-Singles wie High und dem aggressiven Cut zur Ballade To Wish Impossible Things. Der Sommerhit Friday I’m in Love ist bis heute die meistverkaufte Single der Band. The Cure lud die junge Indie-Band Cranes ein, die während der gesamten Tour als Vorgruppe spielten. Auch in den Folgejahren kam es wiederholt zur Zusammenarbeit beider Gruppen. Die Wish-Tour dokumentieren die Live-Alben Show und Paris, wobei letzteres vor allem eher selten gespielte Songs aus der Ära vor 1983 enthält. Unter dem Titel Show brachte The Cure, ähnlich dem 1986er In Orange, einen Konzertfilm heraus, der zunächst weltweit durch ausgewählte Programmkinos tourte und danach auf Video erschien. Die Aufnahmen waren während des Auftrittes der Band im Palace of Auburn Hills bei Detroit entstanden, andere Konzerte führten die Gruppe u. a. in das Rose Bowl Stadium von Pasadena. 1994 wirkte die Band unter anderem mit dem Stück Burn auf dem Soundtrack zu der Comic-Verfilmung The Crow – Die Krähe mit.
Danach wurde es eine Weile ruhiger um die Band. Williams und Thompson gingen und hinterließen eine Lücke. Thompson spielte zunächst als Gitarrist bei Page & Plant. Für Thompson wechselte Bamonte an die Gitarren, Roger O’Donnell kehrte an die Keyboards zurück und ein neuer Schlagzeuger wurde per Anzeige gesucht.
Dies ist auf dem nächsten Album Wild Mood Swings zu verfolgen: die verschiedenen Songs wurden mit verschiedenen Drummern eingespielt. Schließlich entschied sich die Band für den jungen Jason Cooper. Erstmals setzte The Cure bei verschiedenen Liedern echte Streicher ein, was einigen Stücken einen für sie eher untypischen Sound ergab. Die Auswahl der ersten Single The 13th, einem Stück mit Salsa-Elementen, wurde gemeinhin und zum Teil von Robert Smith selbst als unglücklich angesehen.
1997 erschien die Compilation Galore auf der alle Singles von 1987 bis 1997 enthalten sind. Der einzig neue Track darauf ist das an Never Enough erinnernde Wrong Number. Außerdem wurde das Video Galore – The Videos veröffentlicht, auf dem alle Clips zu den Singles zu sehen sind. Für das Tributalbum For the Masses coverte die Band 1998 außerdem den Song World in My Eyes von Depeche Mode.

### 2000–2009 – Ein neuer Start
Im Jahr 2000 veröffentlichte die Band ein neues Studioalbum namens Bloodflowers, auf dem es mehr akustische Gitarren zu hören gab. Zu diesem Album wurden erstmals weder Singles ausgekoppelt noch Video-Clips produziert.
Ende 2001 beendeten The Cure mit der Veröffentlichung von Greatest Hits den Plattenvertrag mit Fiction/Polydor. Die Platte stellte nach Aussagen Smiths einen Kompromiss dar, da die Plattenfirma früher oder später auch ohne Einverständnis der Band eine Zusammenstellung ihrer größten Hits herausgebracht hätte. Da die Band noch unter Vertrag stand, hatte sie auf diese Weise wenigstens Mitspracherechte. So finanzierte sie die Bonus-CD, die Akustikversionen der Hits enthält, selbst, um den Fans einen Mehrwert zu bieten.
Im November 2002 gab The Cure drei Trilogy-Konzerte – eines in Brüssel und zwei in Berlin. An allen drei Abenden spielte die Band die Alben Pornography (1982), Disintegration (1989) und Bloodflowers (2000) in voller Länge und chronologischer Reihenfolge durch, jeweils unterbrochen von 20-minütigen Pausen. Die Band benutzte dabei zumeist die Instrumente, die zum Einspielen der Originalaufnahmen genutzt wurden. Am letzten Trilogy-Abend in Berlin verließ die Band erst nach viereinhalb Stunden die Bühne. Dieser Auftritt ist auf der im Juni 2003 erschienenen Doppel-DVD Trilogy dokumentiert, die einen Zusammenschnitt der Berlin-Konzerte enthält.
Zur gleichen Zeit unterschrieb The Cure einen Vertrag bei I AM Recordings / Geffen Records, dem Label des Produzenten Ross Robinson, der als Entdecker und Förderer von Bands wie Korn und Limp Bizkit gilt. Dass vor allem junge Bands wie Interpol oder Mogwai in Interviews immer wieder The Cure als großen Einfluss bezeichnen, führte gegen Ende des Jahres zu einem regelrechten Hype um die Band, wohl auch ein Grund, dass Robert Smith im Oktober den Inspirational Award der britischen Musikzeitschrift Q entgegennehmen durfte. Zwischendurch nahm er an verschiedenen Nebenprojekten teil, etwa dem Dance-Remake des Cure-Klassikers A Forest von Blank & Jones.

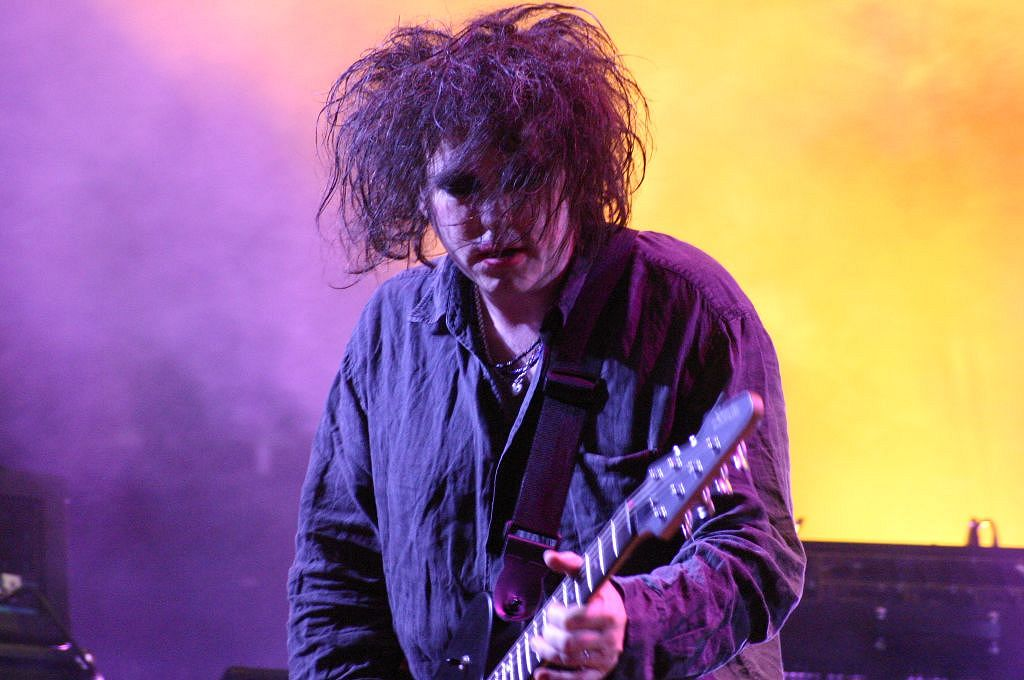
Robert Smith auf dem Southside-Festival 2004

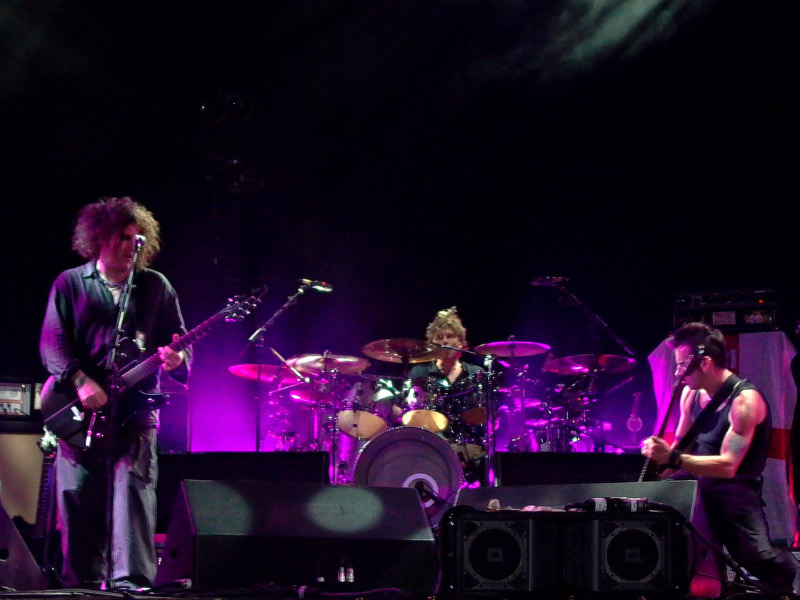
The Cure auf einem Live-Konzert 2004

Anfang 2004 begannen die Aufnahmen für das zwölfte Studioalbum in London, das ebenfalls von Ross Robinson produziert wurde. The Cure, erschienen im April 2004, wurde trotz aller Voraussagen von Smith ein „klassisches“ Cure-Album mit der typischen Mischung aus Rocksongs und eher poppigem Material, wie den beiden Singleauskopplungen The End of the World und Taking Off. Aus dem Lied Taking Off entwickelte sich das Lied The Dragon Hunters Song, welcher in der Zeichentrickserie Dragon Hunters – Die Drachenjäger als Vorspannlied zu hören ist. Während der darauffolgenden Festivaltournee spielte The Cure auf den größten Open-Airs Europas und starteten danach ihr eigenes Festival in den USA namens Curiosa. Zur Besetzung gehörten unter anderem Interpol, Muse, Melissa Auf der Maur, Mogwai und Thursday. Die Bands spielten in 25 Städten abwechselnd auf zwei Bühnen. Danach gab die Band noch vier Konzerte in Mexiko. Im September 2004 erhielt The Cure von MTV den ICON-Preis, mit dem Künstler für ihren großen Einfluss auf die Popkultur gewürdigt werden. Zur Zeremonie in London spielten unter anderem die Deftones und blink-182 auf.
Ebenfalls 2004 erschien mit Join the dots ein Boxset von vier CDs mit B-Seiten und Raritäten.
Im folgenden Jahr veröffentlichte The Cure dann die ersten der lange angekündigten Deluxe Editions aller Cure-Alben. Im Januar erschien Three Imaginary Boys, drei Monate später folgten Seventeen Seconds, Faith und Pornography, die allesamt mit einer zweiten CD ausgestattet sind auf der neben Demo-Versionen bekannter Songs auch bisher unveröffentlichte Studio-Outtakes vertreten sind.
Ende Mai 2005 verließen der Keyboarder Roger O’Donnell und der Gitarrist Perry Bamonte die Band. Für ein paar Festivalauftritte kam wieder Porl Thompson an der Gitarre zum Einsatz. Der erste gemeinsame Auftritt fand beim Live-8-Konzert in Paris/Versailles statt.
Am 16. November 2005 kündigte Robert Smith auf der offiziellen Homepage an, dass man im Januar 2006 wieder ins Studio gehen werde, um ein neues Album einzuspielen. Porl Thompson entschloss sich nach guten Erfahrungen bei den Festivalauftritten dazu, wieder als vollwertiges Bandmitglied bei The Cure einzusteigen. In der Zwischenzeit veröffentlichte die Band weitere „Deluxe Editions“: The Top, The Head on the Door, Kiss Me Kiss Me Kiss Me und Blue Sunshine von The Glove (mit Robert Smith). Außerdem erschien die DVD Festival 2005, die aus einem Zusammenschnitt von 30 Liedern der Festival-Tournee 2005 besteht.
Seit Jahren engagiert sich The Cure für Amnesty International. Im Dezember 2005 spielten die Bandmitglieder für die Amnesty-Kampagne Make Some Noise ein Cover des John-Lennon-Klassikers Love ein.
Am 24. Oktober 2008 erschien das bereits für 2005 angekündigte, bislang letzte Studioalbum der Band mit dem Titel 4:13 Dream. Zuvor hatte die Band an jedem 13. Tag der Monate Mai bis August des Jahres eine Single veröffentlicht, die jeweils auch eine Non-Album-B-Seite enthielt. Den Anfang machte am 13. Mai The Only One mit der B-Seite NY Trip. Weiter ging es am 13. Juni mit Freak Show, B-Seite All Kinds of Stuff, am 13. Juli mit Sleep When I’m Dead, B-Seite Down Under sowie The Perfect Boy mit der B-Seite Without You am 13. August. Am 13. September folgte eine Remix-EP der vier Singles.
Obwohl alte Alben weiterhin als „Remastered Edition“ erscheinen, wie beispielsweise Disintegration am 28. Mai 2010, war die Band seinerzeit (2011) ohne Plattenvertrag.

### Ab 2010 – On Tour
Im Jahr 2011 gab die Band unter dem Titel Reflections zwei Konzerte im Sydney Opera House (31. Mai und 1. Juni 2011), ein Konzert am 15. November 2011 in London sowie je drei Konzerten in Los Angeles (21.–23. November 2011) und New York (25.–27. November 2011). Dem Trilogy-Konzept 2002 in Berlin folgend, nahm die Band diese zwei Konzerte zum Anlass, ihre ersten drei Alben Three Imaginary Boys (1979), Seventeen Seconds (1980) und Faith (1981) inklusive weiterer drei Zugabeblöcke live zu präsentieren und für eine spätere DVD-Veröffentlichung aufzunehmen. Für diese beiden Auftritte kamen zu der aktuellen Stammbesetzung Robert Smith, Simon Gallup und Jason Cooper auch die beiden ehemaligen Cure-Mitglieder Lol Tolhurst und Roger O’Donnell zurück auf die Bühne. Der erste Teil des Abends wurde als Trio bestritten, der zweite Teil als Quartett und der dritte Teil sowie die Zugaben als Quintett.
Am 10. September spielte The Cure auf dem „Bestival 2011“ in der Besetzung Robert Smith, Simon Gallup, Jason Cooper und Roger O’Donnell. Anfang Dezember wurde ein Konzertmitschnitt als Doppel-CD veröffentlicht („Bestival Live 2011“), der erste vollständige Live-Mitschnitt seit „In Orange“ (1988). Am gleichen Tag teilte Roger O’Donnell mit, dass er wieder offizielles Bandmitglied sei. Da der zweite Gitarrist Porl Thompson bei dem Auftritt sowie bei den Reflections-Konzerten nicht dabei war, nahm die Fangemeinde an, dass er nicht mehr Teil der Band ist, obwohl dies nicht offiziell bekannt gegeben wurde. Am 1. Mai 2012 wurde auf der Fan-Seite „Chain Of Flowers“ ein Kommentar von Thompson veröffentlicht, das den erneuten Ausstieg von ihm bestätigt.
Im Jahr 2012 spielten The Cure Konzerte auf 19 europäischen Festivals. Als zweiten Gitarristen heuerten sie Reeves Gabrels an. Reeves Gabrels war früher Mitglied von David Bowies Band Tin Machine und arbeitete Ende der 1990er Jahre mit The Cure (bei Wrong Number) und insbesondere Robert Smith zusammen (Nebenprojekt Cogasm, gegenseitige Mitwirkung an einzelnen Songs).
Im April 2013 tourten The Cure durch Lateinamerika. Der Höhepunkt war das Konzert in Mexiko am 21. April 2013, bei dem die Band kurz nach einem Erdbeben vor 57.304 Besuchern vier Stunden lang spielte. Auf den insgesamt acht Stationen gab es fast 150.000 Besucher.
Darauf folgten fünf Konzerte, überwiegend im pazifischen Raum (Korea, Japan, Hawaii) und beim Lollapalooza-Festival, die die Band als die Great Circle Tour 2013 bezeichnete.
Im Jahr 2016 tourten The Cure in Nordamerika, Australien und Europa. In Deutschland fanden Konzerte in Hamburg, Berlin, Leipzig, München, Köln, Stuttgart und Frankfurt am Main statt. Die Vorgruppe waren The Twilight Sad aus Schottland.
Sänger Robert Smith verkündete Anfang 2018, dass er ein Studio angemietet habe. Hier solle eine neue The-Cure-Platte aufgenommen werden. Er wurde Kurator für das Meltdown Festival, auf dem The Cure ebenfalls auftraten. Im Londoner Hyde Park feierte die Band im selben Jahr am 7. Juli ihr vierzigjähriges Bestehen. Das Konzert wurde unter Regie von Tim Pope gefilmt und später als Konzertfilm in Kinos aufgeführt.
Der ehemalige Schlagzeuger Andy Anderson erlag am 26. Februar 2019 im Alter von 68 Jahren einem Krebsleiden.
Im März 2019 wurden The Cure in die Rock and Roll Hall of Fame aufgenommen. Neben der aktuellen Bandbesetzung sind auch Perry Bamonte, Michael Dempsey, Porl Thompson, Lol Tolhurst und Boris Williams dabei. Die Laudatio wurde von Trent Reznor gehalten.
Zum 30. Geburtstag des Albums Disintegration spielten The Cure an vier Abenden im Sydney Opera House das Album in voller Länge sowie aller B-Seiten und bisher nur als Demos existierenden Songs der damaligen Aufnahme-Session. Im Laufe des Jahres absolvierte die Band 30 Festival-Auftritte. The Cure veröffentlichten ein Blu-Ray/DVD/CD-Boxset 40 Live: CURÆTION-25 + Anniversary mit den Konzert vom Meltdown-Festival und dem Konzert im Hyde Park.
Am 14. August 2021 gab Bassist Simon Gallup auf Facebook seinen Austritt aus der Band bekannt, was er aber kurz darauf wieder zurückzog.

### 2024 – Erstes Album seit 16 Jahren
Am 26. September 2024 wurde bekannt, dass The Cure am 1. November desselben Jahres ihr erstes neues Album seit 4:13 veröffentlichen werden. Das Album trägt den Titel Songs Of A Lost World und beinhaltet unter anderem Stücke wie Alone, welche bereits auf den vorherigen Shows Of A Lost World-Tour live aufgeführt wurden. Jenes Stück wurde auch direkt am Tag der Ankündigung auf Youtube als Lyric-Video veröffentlicht. Jens Balzer lobte es in der Zeit als „erstes gutes Album seit 35 Jahren, seit Disintegration“. Mit Songs Of A Lost World erreichte The Cure erstmals Platz 1 der deutschen und Schweizer Charts.

## Einflüsse
Als Einflüsse gab die Band The Beatles, Jimi Hendrix, David Bowie, Nick Drake, the Buzzcocks, Siouxsie and the Banshees, und Joy Division an; Robert Smith nannte auch Elvis Costello und Neil Young als persönliche Einflüsse.

## Diskografie
Studioalben

| Jahr | Titel Musiklabel                                    | Höchstplatzierung, Gesamtwochen, AuszeichnungChartplatzierungen (Jahr, Titel, Musiklabel, Platzierungen, Wochen, Auszeichnungen, Anmerkungen) | Höchstplatzierung, Gesamtwochen, AuszeichnungChartplatzierungen (Jahr, Titel, Musiklabel, Platzierungen, Wochen, Auszeichnungen, Anmerkungen) | Höchstplatzierung, Gesamtwochen, AuszeichnungChartplatzierungen (Jahr, Titel, Musiklabel, Platzierungen, Wochen, Auszeichnungen, Anmerkungen) | Höchstplatzierung, Gesamtwochen, AuszeichnungChartplatzierungen (Jahr, Titel, Musiklabel, Platzierungen, Wochen, Auszeichnungen, Anmerkungen) | Höchstplatzierung, Gesamtwochen, AuszeichnungChartplatzierungen (Jahr, Titel, Musiklabel, Platzierungen, Wochen, Auszeichnungen, Anmerkungen) | Anmerkungen |
| Jahr | Titel Musiklabel                                    | DE | AT | CH | UK | US | Anmerkungen |
| ---- | --------------------------------------------------- | --- | --- | --- | --- | --- | --- |
| 1979 | Three Imaginary Boys Fiction Records (Polydor)      | — | — | — | UK44 Silber · (3 Wo.)UK | — | Erstveröffentlichung: 8. Mai 1979                                                                                                  |
| 1980 | Seventeen Seconds Fiction Records (Polydor)         | — | — | — | UK20 (11 Wo.)UK | US186 (1 Wo.)US | Erstveröffentlichung: 18. April 1980 Charteinstieg US: 2020                                                                        |
| 1981 | Faith Fiction Records (APB Music)                   | — | — | — | UK14 Silber · (8 Wo.)UK | US196 (1 Wo.)US | Erstveröffentlichung: 14. April 1981 Charteinstieg US: 2021, die Kassettenversion enthält zusätzlich den Soundtrack Carnage Visors |
| 1982 | Pornography Fiction Records (APB Music)             | — | — | — | UK8 Silber · (9 Wo.)UK | US133 (1 Wo.)US | Erstveröffentlichung: 3. Mai 1982 Charteinstieg US: 2022                                                                           |
| 1984 | The Top Fiction Records (APB Music)                 | DE44 (5 Wo.)DE | — | — | UK10 Silber · (10 Wo.)UK | US180 (4 Wo.)US | Erstveröffentlichung: 30. April 1984                                                                                               |
| 1985 | The Head on the Door Fiction Records (APB Music)    | DE15 (21 Wo.)DE | — | CH14 (7 Wo.)CH | UK7 Gold · (13 Wo.)UK | US59 Gold · (49 Wo.)US | Erstveröffentlichung: 26. August 1985                                                                                              |
| 1987 | Kiss Me Kiss Me Kiss Me Fiction Records (APB Music) | DE4 (22 Wo.)DE | AT4 (16 Wo.)AT | CH3 (17 Wo.)CH | UK6 Gold · (15 Wo.)UK | US35 Platin · (52 Wo.)US | Erstveröffentlichung: 25. Mai 1987                                                                                                 |
| 1989 | Disintegration Fiction Records (Polydor)            | DE2 Gold · (35 Wo.)DE | AT5 (20 Wo.)AT | CH4 Gold · (16 Wo.)CH | UK3 Gold · (27 Wo.)UK | US12 ×2Doppelplatin · (55 Wo.)US | Erstveröffentlichung: 2. Mai 1989                                                                                                  |
| 1992 | Wish Fiction Records (Polydor)                      | DE4 a (31 Wo.)DE | AT14 (18 Wo.)AT | CH5 a Gold · (13 Wo.)CH | UK1 Gold · (14 b Wo.)UK | US2 Platin · (26 Wo.)US | Erstveröffentlichung: 17. April 1992                                                                                               |
| 1996 | Wild Mood Swings Fiction Records (Polydor)          | DE17 (14 Wo.)DE | AT12 (12 Wo.)AT | CH9 (8 Wo.)CH | UK9 (8 Wo.)UK | US12 Gold · (14 Wo.)US | Erstveröffentlichung: 6. Mai 1996                                                                                                  |
| 2000 | Bloodflowers Fiction Records (UMG)                  | DE5 (11 Wo.)DE | AT22 (7 Wo.)AT | CH3 Gold · (9 Wo.)CH | UK14 (3 Wo.)UK | US16 (9 Wo.)US | Erstveröffentlichung: 14. Februar 2000                                                                                             |
| 2004 | The Cure Geffen Records (UMG)                       | DE3 (9 Wo.)DE | AT12 (8 Wo.)AT | CH5 (10 Wo.)CH | UK8 Silber · (6 Wo.)UK | US7 (11 Wo.)US | Erstveröffentlichung: 28. Juni 2004                                                                                                |
| 2008 | 4:13 Dream Geffen Records (UMG)                     | DE21 (4 Wo.)DE | AT28 (2 Wo.)AT | CH15 (4 Wo.)CH | UK33 (2 Wo.)UK | US16 (4 Wo.)US | Erstveröffentlichung: 24. Oktober 2008                                                                                             |
| 2024 | Songs of a Lost World Capitol Records (UMG)         | DE1 (17 Wo.)DE | AT1 (12 Wo.)AT | CH1 (16 Wo.)CH | UK1 Gold · (10 Wo.)UK | US4 (2 Wo.)US | Erstveröffentlichung: 1. November 2024                                                                                             |

grau schraffiert: keine Chartdaten aus diesem Jahr verfügbar